# Teatro São Cristóvão
O Teatro São Cristóvão, também conhecido como Teatro dos Pássaros, é uma edificação em estilo art déco construída em 1913, na cidade de Belém, no estado do Pará, no Brasil. Por sua importância histórico-cultural, foi tombado como patrimônio cultural do estado do Pará, pelo Departamento de Patrimônio Histórico Artístico e Cultural do Estado do Pará (DPHAC), em 2010.

## Histórico
O prédio em estilo art déco, foi construído em 1913, à Avenida Governador Magalhães Barata, no bairro de São Brás. Em 1958, foi anexado à União dos Chauffeurs e inaugurado como espaço de confraternização de seus associados. Foi um importante ponto da cena cultural entre as décadas de 1950 a 1970. O teatro foi palco para apresentações artísticas das mais diversas expressões culturais locais, principalmente os cordões de Pássaro Junino, os bois e as quadrilhas juninas; além de receber shows de artistas nacionais, como Roberto Carlos e Vinícius de Moraes. Além disso, foi utilizado pelo movimento de resistência local contra a Ditadura Militar.

### Cordões de Pássaro Junino
É um gênero de teatro popular paraense, com letras maliciosas; “uma espécie de ópera popular, com texto e música e até com orquestra mínima que lotava o teatro”.

### Reconstrução
Em 2012, Marta Suplicy, então Ministra da Cultura, assinou termo de compromisso que aprovou a liberação de R$ 4 milhões para a reconstrução do Teatro, e foi iniciado o processo de desapropriação do imóvel. O projeto de autoria de Paulo Chaves foi apresentado para a população belenense em 2014. O espaço reconstruído seria multifuncional, abrigando:
- a sede da Orquestra Sinfônica do Theatro da Paz;
- a sede da Amazônia Jazz Band;
- o Memorial dos Pássaros Juninos;
- o Memorial histórico da Associação de Chauffeurs;
- o espaço dedicado a São Cristóvão, pois esse era o ponto de saída das procissões em louvor ao santo, padroeiro dos motoristas; e
- um teatro com mais de 200 lugares.

Em 2017, o secretário de Estado de Cultura voltou a tratar sobre o projeto de recuperação do Teatro com o ministro da Cultura. Mas o valor do projeto estava orçado em R$ 15 milhões e havia previsão de conclusão em um prazo de 9 a 12 meses.
Em 2022, foi anunciado que o antigo Teatro São Cristóvão passaria a ser administrado pela Fundação Cultural do Município de Belém (Fumbel). No mesmo ano, o termo de desapropriação do imóvel foi assinado pelo Prefeito de Belém.

## Tombamento
O Teatro São Cristóvão foi tombado como patrimônio cultural do estado do Pará, pelo DPHAC, em 24 de dezembro de 2010, em conjunto com a União Beneficente dos Chauffeurs do Pará (UBCP).